# Monmouth-opstand
De Monmouth-opstand (Engels: Monmouth rebellion), soms ook bekend als de Pitchfork rebellion, was een onsuccesvolle poging van James Scott, hertog van Monmouth, om koning Jacobus II van Engeland van de troon te stoten. Jacobus had de Engelse troon bestegen na de dood van zijn broer Karel in februari 1685. De nieuwe koning was zeer impopulair vanwege zijn katholicisme; James Scott was een protestant, en kon als onwettige zoon van Karel II en diens minnares Lucy Walters ook aanspraak maken op de Engelse troon.
De rebellie eindigde met een nederlaag voor de opstandelingen tijdens de Slag bij Sedgemoor op 6 juli 1685. James Scott en vele van zijn volgelingen werden ter dood veroordeeld en opgehangen.

## Context
De Engelse Burgeroorlog had wrok onder een deel van de bevolking achtergelaten over de monarchie en de straffen die waren opgelegd aan de aanhangers van het Engelse Gemenebest. In het zuidwesten van Engeland lagen verschillende marktplaatsen, waar de oppositie sterk bleef. De vrees voor een mogelijke katholieke koning hield aan, wat nog versterkt werd door het falen van Karel II en zijn vrouw om kinderen te krijgen. Een uitgetreden anglicaans geestelijke, Titus Oates, sprak van een "Popish Plot" om Karel II te doden en in zijn plaats zijn broer Jacobus II, de openlijk katholieke hertog van York op te troon te zetten. De graaf van Shaftesbury, een oud-minister en een belangrijke tegenstander van het katholicisme, had geprobeerd om Jacobus uit te sluiten van de troonopvolging. Een aantal leden van het Engelse Parlement stelde zelfs voor dat de kroon naar Karels oudste onwettige zoon, James Scott, de latere hertog van Monmouth zou gaan. Toen in 1679 de Exclusion Bill dreigde te passeren, ontbond Karel II het parlement. Twee andere parlementen werden in 1680 en 1681 verkozen, maar werden om dezelfde reden ontbonden..
Na de Rye House-samenzwering om zowel Karel als Jacobus te vermoorden, ging Monmouth in zelf opgelegde ballingschap in de Republiek der Zeven Verenigde Nederlanden. Hij verzamelde zijn supporters in Den Haag. Monmouth was protestants. Hij had in 1680 een tour gemaakt door het zuidwesten van Engeland, waar hij in marktplaatsen zoals Chard en Taunton vriendschappelijk ontvangen was. Zolang Karel II op de troon bleef, stelde Monmouth zich tevreden met een leven van plezier in Holland. Hij had nog steeds de hoop om vreedzame wijze de Engelse troon te verkrijgen. De troonsopvolging door Jacobus II en diens kroning op 23 april 1685 in Westminster Abbey maakte echter een einde aan deze illusies.

## De opstand

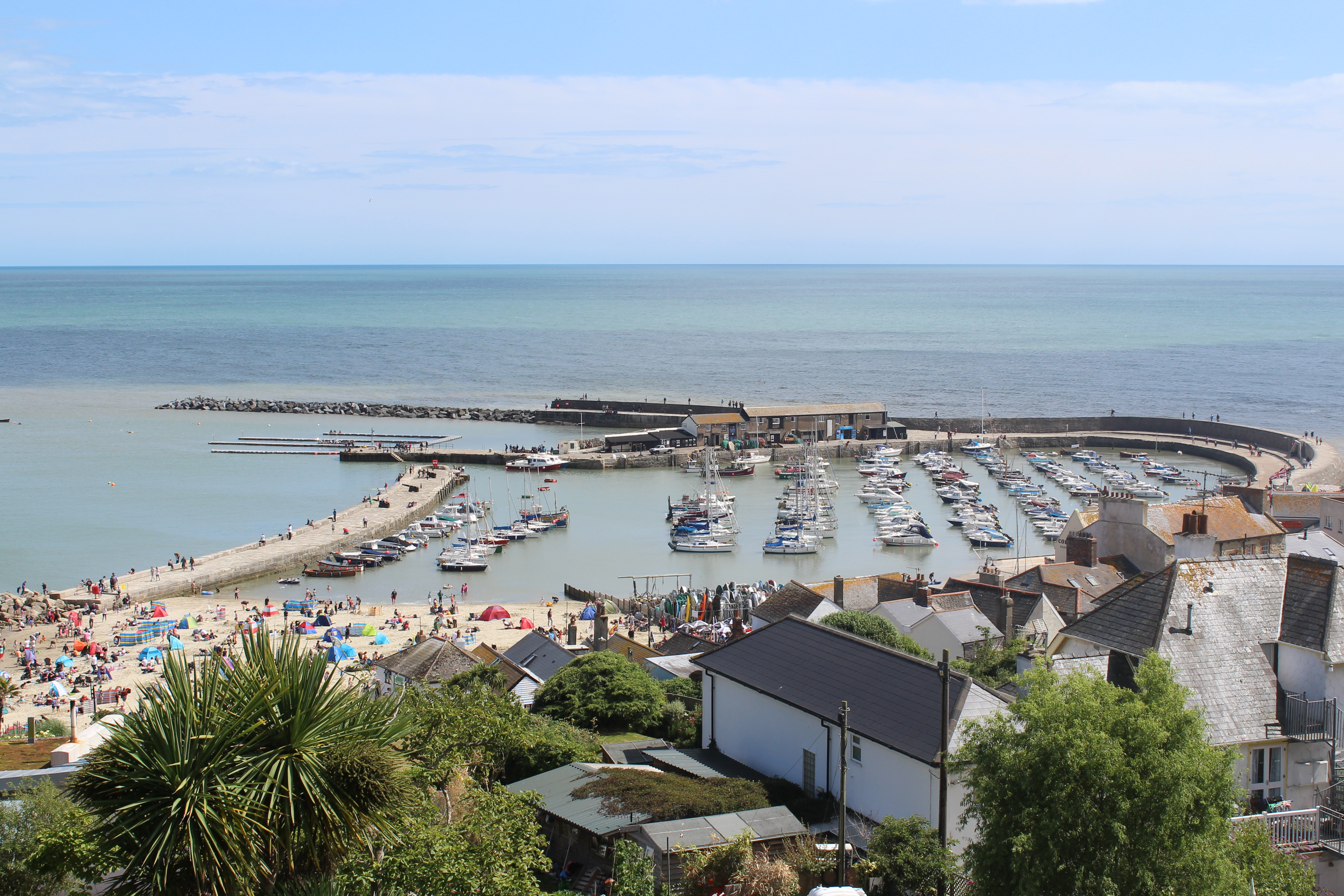
Lyme Regis haven waar de hertog van Monmouth in 1685 aan land kwam.

James Scott was populair dankzij zijn protestantisme en enkele militaire overwinningen op de Republiek der Zeven Verenigde Nederlanden. Na enkele maanden in Den Haag te hebben gewoond om medestanders te verzamelen tegen Jacobus, vertrok hij in mei 1685 naar het zuidwesten van Engeland. Op 11 juni ging hij met 300 man aan wal bij Lyme Regis in het graafschap Dorset. Twee dagen later bereikte de koning in Londen het bericht van Scotts komst. Ondertussen waren de hertog en zijn manschappen naar Somerset vertrokken, waar zo'n 6.000 ongeorganiseerde boeren en ambachtslieden zich bij hen aansloten. In Taunton riep Scott zich op 18 juni uit tot rechtmatige koning van Engeland. Terwijl de opstandelingen hoopten Bristol in te nemen, vernietigde de Royal Navy Scotts schepen, waarmee de vluchtroute naar het vasteland van Europa afgesloten werd.
De hertog en zijn volgelingen hadden gerekend op opstanden en rellen in Schotland, Cheshire en East Anglia. Deze kwamen echter niet van de grond. Scott en zijn leger werden steeds verder het schiereiland van Cornwall op gedreven. Uiteindelijk werd de opstand op 6 juli 1685 bij Sedgemoor definitief neergeslagen. Na het gevecht werd Scott wegens hoogverraad de doodstraf opgelegd. Tijdens de Bloody Assizes van rechter George Jeffreys werden nog zo'n 300 anderen ter dood veroordeeld of gedeporteerd naar de Caraïben. In 1688 werd Jacobus II alsnog van de troon gestoten tijdens de Glorious Revolution, waarna Willem III van Oranje de troon besteeg.

## Gerelateerde onderwerpen
- Bloody Assizes
- Glorious Revolution